# Gian Francesco Brignole Sale II
Gian Francesco Brignole Sale II (ur. 6 lipca 1695 w Genui, zm. 14 lutego 1760 tamże) – genueński polityk, dyplomata, generał i mecenas sztuki. Od 4 marca 1746 do 4 marca 1748 roku był dożą Republiki Genui.
Gian Francesco Brignole Sale II (1696-1760) był najstarszym synem markiza Antona II Giulio Brignole Sale, ambasadora Genui w Wersalu, i jego kuzynki Isabelli Brignole. Ród Brignole doszedł już do stanowiska doży w 1635 roku. Gian Francesco miał trzech braci; Gian-Jacobo, który zmarł w wieku 40 lat, Giuseppe, szwagra książąt Monako i Condé, oraz Rudolfa, który był dożą w latach 1762-1764.
W 1710 roku Gian Francesco stracił ojca, i jako nastolatek odziedziczył wielką fortunę. W 1728 roku został generałem galer, co było bardzo prestiżowym stanowiskiem w Republice, dlatego ubiegać się o nie mogli jedynie najznakomitsi arystokraci. W tym samym roku został dyrektorem budowli publicznych (odnowił akwedukt dostarczający wodę do wszystkich domów genueńskich) w roku 1730 został członkiem rady negocjującej z Korsykanami (junte extraordinaire pour la répression du soulèvement corse). W 1731 roku poślubił Battinę Raggi, której rodzina, podobnie jak Brigniole pochodziła z Rapallo.
W 1736 roku posłował do Londynu, by w imieniu Republiki zaprotestować przeciw przywiezieniu nowego wodza powstania korsykańskiego Theodora von Neuhoffa na brytyjskim statku. Po powrocie z tej misji, został ambasadorem Sérénissime République de Gênes w Paryżu (od września 1737 do wiosny 1739 r.), gdzie negocjował i podpisał z Ludwikiem XV i kardynałem Fleury konwencję wersalską (1737). Zapewniła ona pomoc militarną Francji na terenie Korsyki (bo pomoc austriacka w latach 1731-1733 niewiele pomogła), ale też i sprowokowała francuskie zainteresowanie tym rejonem. Gian Francesco Brignole Sale był przekonanym frankofilem, więc żył w wielkim stylu w swym domu przy rue de Cléry i był mecenasem paryskich artystów (w tym malarza Rigauda), interesował się też przepisami kuchni paryskiej.
Po powrocie z Paryża został inkwizytorem stanu (tj. Szefem policji) w Genui, a w 1740 roku mianowano go ambasadorem w Wiedniu. Po powrocie wybrano go senatorem (10 senatorów wraz z dożą i prokuratorami tworzyli tzw. Seniorię), a także naczelnym dowódcą wojsk. Przeczuwając konflikt z Królestwem Sardynii, rozpoczął reorganizację małej armii genueńskiej.
We wrześniu 1743 roku w Wormacji (traktat wormacki) Maria Teresa Habsburg, starając się uzyskać wsparcie Królestwa Sardynii, obiecała Karolowi Emanuelowi III markizat Finale, należący do Genui, na co Genua odpowiedziała podpisaniem z Francją, Hiszpanią i Neapolem traktatu sojuszniczego w Aranjuez (1745). Hiszpanie zajęli w 1745 Mediolan, lecz w 1746 roku musieli się z niego wycofać, co oznaczało, że szala zwycięstwa zaczyna się przechylać na stronę „Austrosardów”. Korsyka wraz z Bastią zostały zdobyte przez brytyjsko-sabaudzką flotę w listopadzie 1745 roku. W 1747 Francuzi przepędzili stamtąd okupantów i administrowali posiadłościami Genui, jako jej sojusznicy.
Otwierając swe porty dla armii burbońskich, Genua wydatnie zwiększyła szansę na ich zwycięstwo. W konsekwencji armia genueńska (jakości przeciętnej i licząca mniej niż 10.000 żołnierzy) dowodzona osobiście przez Gian Francesco Brignole Sale II podążyła za francusko-hiszpańską armią Don Filipa na Austriaków i Piemontczyków, jednak niespecjalnie się wyróżniła, doceniono jednak postępowanie samego dowódcy i uczyniono Gian Francesca Brignole zastępcą głównodowodzącego całej armii burbońskiej. Brignole zdobył dla koalicji kilka twierdz w Piemoncie i Parmie-Piacenzy okupowanej przez Austriaków.
Głównie swym zasługom wojennym zawdzięczał Brignole wybór na stanowisko doży 4 marca 1746 roku (doge de Gênes et roi de Corse par la grâce de Dieu – doża Genui i król Korsyki z Bożej łaski), mimo iż kampania wojenna była daleka od zakończenia, a przybycie nowego austriackiego korpusu zachwiało frontem burbońskim w północnej Italii, co gorsza śmierć Filipa V oznaczała wycofanie się z wojny rządu hiszpańskiego. Pod Piacenzą 15 czerwca 1746 roku armia burbońska poniosła klęskę, po czym we wrześniu armia austriacka (korzystająca z pomocy floty brytyjskiej) pod dowództwem gen. Antoniotto de Botta-Adorno stanęła pod bramami Genui. Całe terytorium Republiki było zajęte przez Austrosardów, Francuzi i Hiszpanie pospiesznie wsiedli na statki, a stolica republiki stała bezbronna. Doża i jego doradcy stwierdzili, że opór nie ma sensu i 6 września otworzył Austriakom bramy miasta. Brignole-Sale padł na kolana przez gen. Botta-Adorno i poprosił o oszczędzenie miasta i mieszkańców, na co Botta-Adorno odpowiedział: „Genueńczykom pozostawię jedynie oczy do płakania" (Aux Génois, je ne laisserai que les yeux pour pleurer). Jeszcze przed nadejściem Austriaków prawie cała szlachta uciekła do swych wiejskich willi nie kłopocząc się o lud, który nigdy nie chciał wojny, dlatego plebs uznał to za zdradę szlachty. W mieście pozostał tylko doża.
Po 3 miesiącach austriackiej okupacji (Austriacy niestety szykanowali mieszkańców) w mieście wybuchło powstanie ludowe (5 grudnia), które wypędziło wroga z miasta i z którego skorzystał Brignole, formując armię 22 000 ludzi. Insurekcja wyzwoliła żywioły plebejskie i arystokratyczne, dlatego szlachta na swym dobrowolnym wygnaniu oskarżała dożę o sprzyjanie im. Do wiosny 1748 roku Genua rządzona była w sposób quasi-demokratyczny (ludowi przywódcy wahali się, czy rzeczywiście tylko szlachcice – les Magnifiques są stworzeni do rządzenia). W 1748 przywrócono tradycyjną formę rządów, ale doceniono to, że Brignole uratował kraj, nie wdając się w szczegóły dwulecia quasi-demokratycznego. Pokój w Akwizgranie z 1748 roku przywrócił przedwojenne granice, zwracając Republice markizat Finale. Brignole został dożywotnim prokuratorem (1748) i nadintendentem twierdz (1749), ale nie uczestniczył już w polityce sensu stricto. Poświęcił się administrowaniu swych dóbr w Groppoli. W 1757 roku wydał siostrzenicę za księcia Honoriusza III z Monako. Zmarł 14 lutego 1760 roku, żałowany przez całą Genuę, zrobił bowiem wiele dla upiększenia miasta oraz hospicjum refuge des filles de Brignole, założonego przez jego przodków.